# Jules Borkon
Jules Borkon, de son vrai nom Julius Ilyich Borku, né le 25 janvier 1896 à Daugavpils dans l'Empire russe (actuelle Lettonie) et mort le 10 janvier 1968 à Sainte-Geneviève-des-Bois en France, est un imprésario et producteur de spectacles et de cinéma.
Organisant des spectacles à travers l'Europe, il s'établit d'abord en Allemagne en 1923 puis en France en 1931, et gère les carrières d'artistes de music-hall comme le clown Grock ou Django Reinhardt. Après avoir fait fortune par des tournées des Folies Bergère et autres spectacles de danseuses dévêtues, il s'oriente vers la production de films en 1950. Touchant à tous les genres, il a notamment produit Papa, maman, la Bonne et moi et sa suite, Les salauds vont en enfer, Crime et châtiment, Les Aventures d'Arsène Lupin, Les Yeux sans visage et Le Dialogue des carmélites. Il est aussi le premier à offrir des rôles principaux au cinéma à Louis de Funès, dans Comme un cheveu sur la soupe et Ni vu, ni connu.

## Biographie

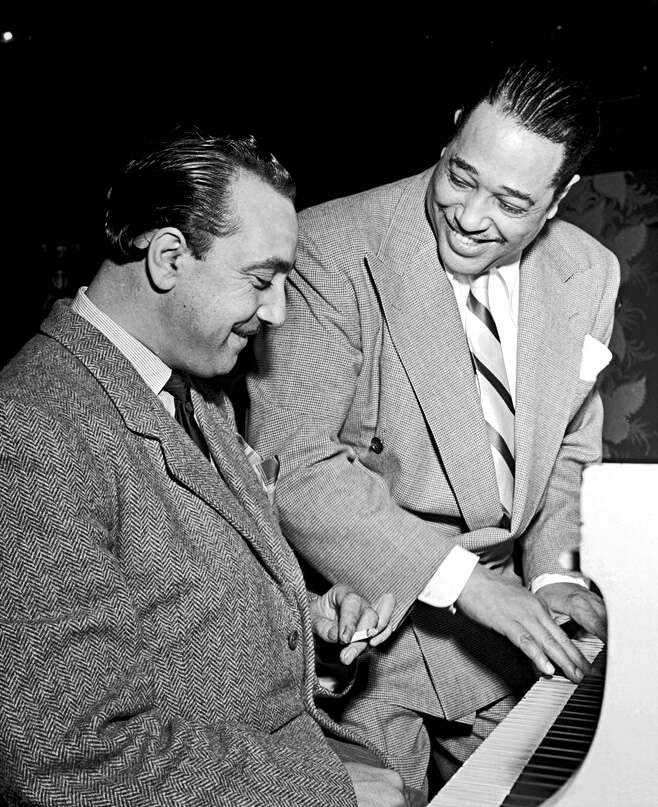
Django Reinhardt et Duke Ellington, deux artistes produits par Jules Borkon.

Julius Ilyich Borku naît le 25 janvier 1896 dans la partie de l'Empire russe plus tard devenu la Lettonie. Il se marie à Militza Vladimirovna de Fawitzky, née le 4 décembre 1898. Ils n'ont pas d'enfant. Il est issu d'une famille de cirque. Il s'établit comme producteur de spectacles et imprésario d'artistes, à une époque florissante pour le music-hall européen, où les soirées durent trois à quatre heures et réclament de nombreux artistes « visuels » de genres et styles différents. À partir de 1923, il vit à Berlin. Il fait connaître en Allemagne le ténor afro-americain Roland Hayes — qui conquiert un public difficile dès sa première venue à Berlin en 1924 — et s'occupe de plusieurs de ses tournées dans ce pays, malgré des relations houleuses avec l'artiste.
Il arrive à Paris en 1931. En arrivant en France, il lui est conseillé de changer son nom Borku, pour éviter les moqueries, mais il opte naïvement pour « Borkon » comme nom de travail,. Il organise, entre autres, la tournée de Mikhaïl Tchekhov à Paris, et des spectacles de Sacha Guitry et de Maurice Chevalier. Il travaille auprès du célèbre clown suisse Grock. Dans les années 1930, il produit les représentations à Paris et la tournée en Amérique du Théâtre d'art de Moscou, dirigé par Leonid Leonidov. Il est l'imprésario de Django Reinhardt pendant l'Occupation,. Quelque temps avant la Libération, il découvre le chanteur Georges Ulmer, qu'il placera en tête d'affiche de nombreux spectacles. En 1949, il est l'un des organisateurs de la commémoration à Paris du centième anniversaire de la mort de Frédéric Chopin puis, en 1950, de commémorations autour de Piotr Ilitch Tchaïkovski. En 1950, il organise les concerts de Duke Ellington au palais de Chaillot, à Paris,. Censé régénérer la carrière d'Ellington alors en perte de vitesse, cette série de concerts est un désastre, le pianiste et son orchestre finissant hués par le public parisien, déçu d'entendre des nouveaux titres plutôt que des classiques.
Ensuite, Jules Borkon s'enrichit par l'organisation de tournées des Folies Bergère et des spectacles de danseuses plus ou moins nues,,,,. La libéralisation des mœurs entraîne l'essor de ce secteur de la « petite femme », qui fait sa fortune. Pour l'état civil, sa profession est alors celle de directeur de théâtre, car il possède et revend plusieurs théâtres tour à tour, certains faisant du théâtre de boulevard, d'autres du spectacle dit « de genre » comme le music-hall. La cinquantaine venue, Jules Borkon crée une société de production de cinéma en 1950, son « autorisation d'exercer l'activité de producteur, carte no 360-4104 » lui étant délivrée par le CNC en octobre 1951. Ses bureaux se trouvant sur l'avenue des l'avenue des Champs-Élysées, il nomme son entreprise Champs-Élysées Production,.

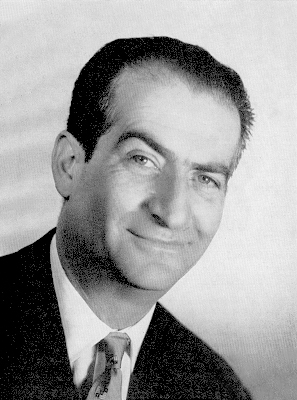
Jules Borkon donne sa chance à Louis de Funès en lui confiant ses premiers rôles principaux au cinéma.

Éclectique dans le genre de ses productions, Jules Borkon connaît de bons succès, en particulier avec Robert Lamoureux et sa comédie Papa, Maman, la Bonne et moi (1954), attirant cinq millions de spectateurs dans les salles françaises,. Il tente de reprendre le principe du studio system américain de s'attacher des acteurs par contrat pour contrôler et développer leur carrière dans ses films. Sur le tournage de Papa, Maman, la Bonne et moi et sa suite, il découvre Louis de Funès, alors cantonné à des seconds rôles,,. Il décide de l'installer en tête d'affiche et le convainc de signer à cet effet un contrat pour trois films ; Louis de Funès imaginait plutôt devenir sur la durée un acteur de complément, à la manière de Carette ou Roquevert,,,. L'intuition s'avère à moitié bonne puisque ces films — Comme un cheveu sur la soupe, Ni vu, ni connu et Taxi, Roulotte et Corrida — enregistrent des résultats honorables, même si Borkon espérait davantage de son poulain prometteur ; il se désintéresse du comédien, qui remporte ensuite un triomphe au théâtre et ultérieurement au cinéma,. Il tient également sous contrat les débutants Claude Rich et Noëlle Adam. Il lance également parmi les premières adaptations d'œuvres de Frédéric Dard, Les salauds vont en enfer (1955) et Toi, le venin (1959), réalisées par Robert Hossein dans ses débuts derrière la caméra.
À la fin des années 1950, Jules Borkon surprend en produisant avec force volonté Le Dialogue des carmélites, drame intellectuel sur la foi catholique, alors qu'il n'est pas chrétien et vient du monde des femmes dénudées. Sauvant un projet mal en point depuis vingt ans, Borkon va jusqu'à hypothéquer ses biens pour en assurer le budget. Le père Raymond Léopold Bruckberger, coréalisateur du film, suppose que Borkon cherchait le prestige artistique et les honneurs en finançant cette œuvre difficile, adaptée d'un scénario inachevé de Georges Bernanos ; il cherchait peut-être aussi à se débarrasser de son image peu reluisante de producteur de spectacles de charme. Le film rembourse largement les dettes du producteur et devient même très lucratif en engrangeant 3,5 millions d'entrées. En 1959, constatant l'intérêt du public français pour les films d'horreur britanniques comme Frankenstein s'est échappé ou Le Cauchemar de Dracula, Borkon lance Les Yeux sans visage, réalisé par Georges Franju, l'un des premiers et plus célèbres films d'épouvante français,. En 1963, Borkon propose à Darry Cowl d'écrire, réaliser et interpréter un film et lui soumet comme sujet la jalousie : la vedette accepte sans grande envie, dans le seul but d'éponger les frais de son addiction au jeu, et écrit un scénario à la va-vite, tourné et monté en un mois, en dilettante, avec tous ses amis comiques ; semi-échec avec 700 000 entrées et catastrophe artistique, Jaloux comme un tigre est néanmoins rentable,.
Le producteur marque par son physique imposant, son caractère et son accent,. Robert Hossein, qui le qualifie de « bienfaiteur » pour sa carrière, raconte : « Il était originaire d'Europe centrale, comme la plupart de ses confrères [producteurs]. [Il] incarnait parfaitement les qualités et les travers de ces personnages redoutés et adulés. Il s'exprimait dans un dialecte slave d'importation qui m'impressionnait beaucoup, […] un accent indéfinissable, pas exactement russe, un peu hongrois avec, çà et là, des traces de bulgare et de roumain… [Il] était un homme charmant, tendre en paroles et implacable en affaires. [Il] s'arrangeait toujours pour m'attribuer un petit fixe et un gros pourcentage que je ne touchais jamais. Son front lisse et son oeil dévastateur me faisait penser à un Gengis Khan d'opérette, un ogre du Châtelet. Il avait un portefeuille d'actions disparates et s'en vantait. […] Les gaffes et les saillies de Borkon étaient légendaires dans la profession ». Margot Capelier, qui fait ses premiers pas dans sa société à partir de 1955, se souvient d'un homme « absolument génial » ; la biographe de la directrice de casting le décrit comme « portant uniquement des charentaises pour soulager des douleurs aux pieds provoquées par la maladie de la goutte depuis sa jeunesse, il parle français avec un accent roumain [sic] invraisemblable, dans une langue tout à fait singulière où les mots et les phrases hésitent entre poésie et canular : les marteaux deviennent des manteaux, l'adaptation se transforme en adoption, Alphonse Allais s'entend Alphonse Alain… ». Raymond Léopold Bruckberger, à son propos de son apparence, parle du « plus dingue des collages surréalistes », « de longs membres de primate évolué, un crâne chauve qu'il a pris soin de faire raser entièrement et si dolichocéphale qu'on s'attend à ce qu'il en enlève la moitié, comme le clown dans sa loge ; petits yeux de cochon d'Inde ; de profil, un nez surprenant par son incongruité », « quelque chose de définitivement raté dans l'assemblage », « le tout […] si mince, si fin ». Georges Franju, réalisateur des Yeux sans visage, explique que « Borkon, qui fut autrefois l'impresario de Chaliapine, de Grock et de Mistinguett, avait belle allure et parlait un drôle de français. Au physique, une espèce de géant, mélange de clown devenu homme du monde et d'espion asiatique ». Bertrand Dicale, biographe de Louis de Funès, décrit : « un accent à couper au couteau et une syntaxe sommaire, des idées sur tout, des certitudes chevillées au corps et une tendance caricaturale à la ladrerie ».  Désireux d'économies comme tout producteur, il se plaint notamment souvent sur les tournages des réalisateurs réclamant de nouvelles prises, ce qu'il considère comme du gâchis de pellicule, et peste en retrait « Pour quoi faire ? On n'en voit qu'une dans le film ! ».
Jules Borkon meurt le 10 janvier 1968 à Sainte-Geneviève-des-Bois (à l'âge de 71 ans), où il est enterré. Le père Bruckberger détaille qu'« il s'est vu mourir, lentement, en la seule compagnie de sa femme qui m'a raconté ses dernier jours. Il a été secoué de crises interminables de remords ostentatoires, de confessions publiques, il se voyait comme le plus vil des hommes ». Son épouse le rejoint huit ans plus tard, le 24 mars 1976.

## Filmographie
- 1953 : Lettre ouverte de Alex Joffé
- 1953 : Pattes de velours (L'Incantevole nemica) de Claudio Gora
- 1953 : Virgile de Carlo Rim
- 1954 : Papa, maman, la Bonne et moi de Jean-Paul Le Chanois
- 1954 : J'y suis, j'y reste de Maurice Labro
- 1955 : Le Village magique de Jean-Paul Le Chanois
- 1955 : Papa, maman, ma femme et moi de Jean-Paul Le Chanois
- 1955 : Les salauds vont en enfer de Robert Hossein
- 1956 : Rencontre à Paris de Georges Lampin
- 1956 : Crime et châtiment de Georges Lampin
- 1957 : Les Aventures d'Arsène Lupin de Jacques Becker
- 1957 : Comme un cheveu sur la soupe de Maurice Régamey
- 1957 : L'amour est en jeu de Marc Allégret
- 1958 : Ni vu, ni connu d'Yves Robert
- 1958 : Taxi, Roulotte et Corrida d'André Hunebelle
- 1959 : Toi, le venin de Robert Hossein
- 1959 : Signé Arsène Lupin d'Yves Robert
- 1959 : Les Yeux sans visage de Georges Franju
- 1960 : Le Dialogue des carmélites de Philippe Agostini et Raymond Léopold Bruckberger
- 1961 : Pleins Feux sur l'assassin de Georges Franju
- 1961 : Saint-Tropez Blues de Marcel Moussy
- 1963 : Du mouron pour les petits oiseaux de Marcel Carné
- 1963 : Strip tease de Jacques Poitrenaud
- 1964 : Jaloux comme un tigre de Darry Cowl
- 1968 : Ce sacré grand-père de Jacques Poitrenaud